# Haute-Corse
Haute-Corse (IPA: [otˈkɔʁs]; korzikaiul: Corsica suprana) a 83 eredeti département egyike, amelyeket a francia forradalom alatt 1790. március 4-én hoztak létre.

## Elhelyezkedése
Franciaország déli részén, Korzika régiójában található megyét délről Corse-du-Sud megye, keletről, északról és nyugatról pedig a Földközi-tenger határolja.

## Települések
A megye legnagyobb városai 2010-ben:
| Település            | Népesség |
| -------------------- | -------- |
| Bastia               | 42 912   |
| Corte                | 6 915    |
| Calvi                | 5 394    |
| Biguglia             | 7 058    |
| Borgo                | 7 646    |
| Furiani              | 5 273    |
| Lucciana             | 4 416    |
| Ghisonaccia          | 3 823    |
| Ville-di-Pietrabugno | 3 446    |
| L'Île-Rousse         | 3 201    |

## Galéria

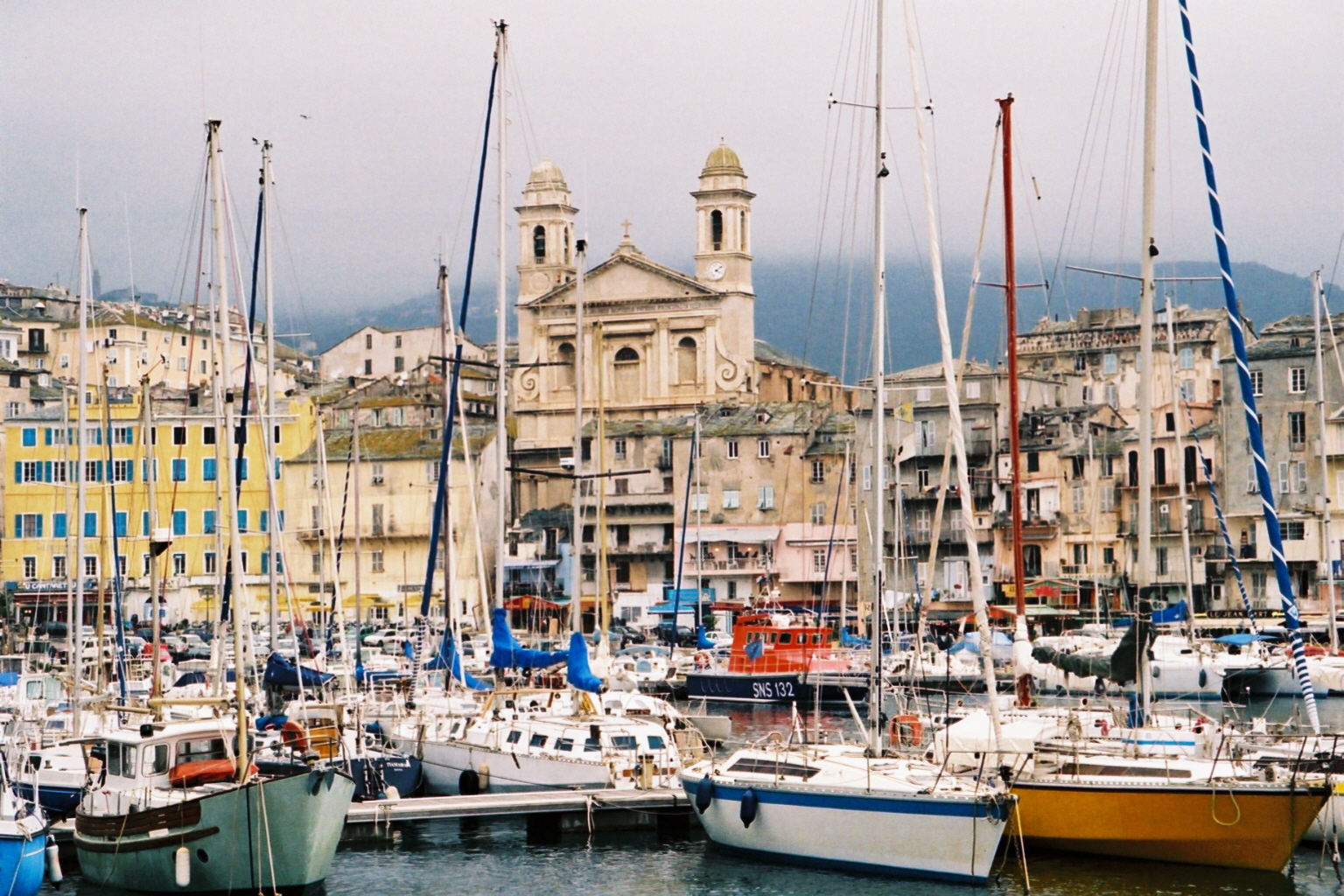
Bastia
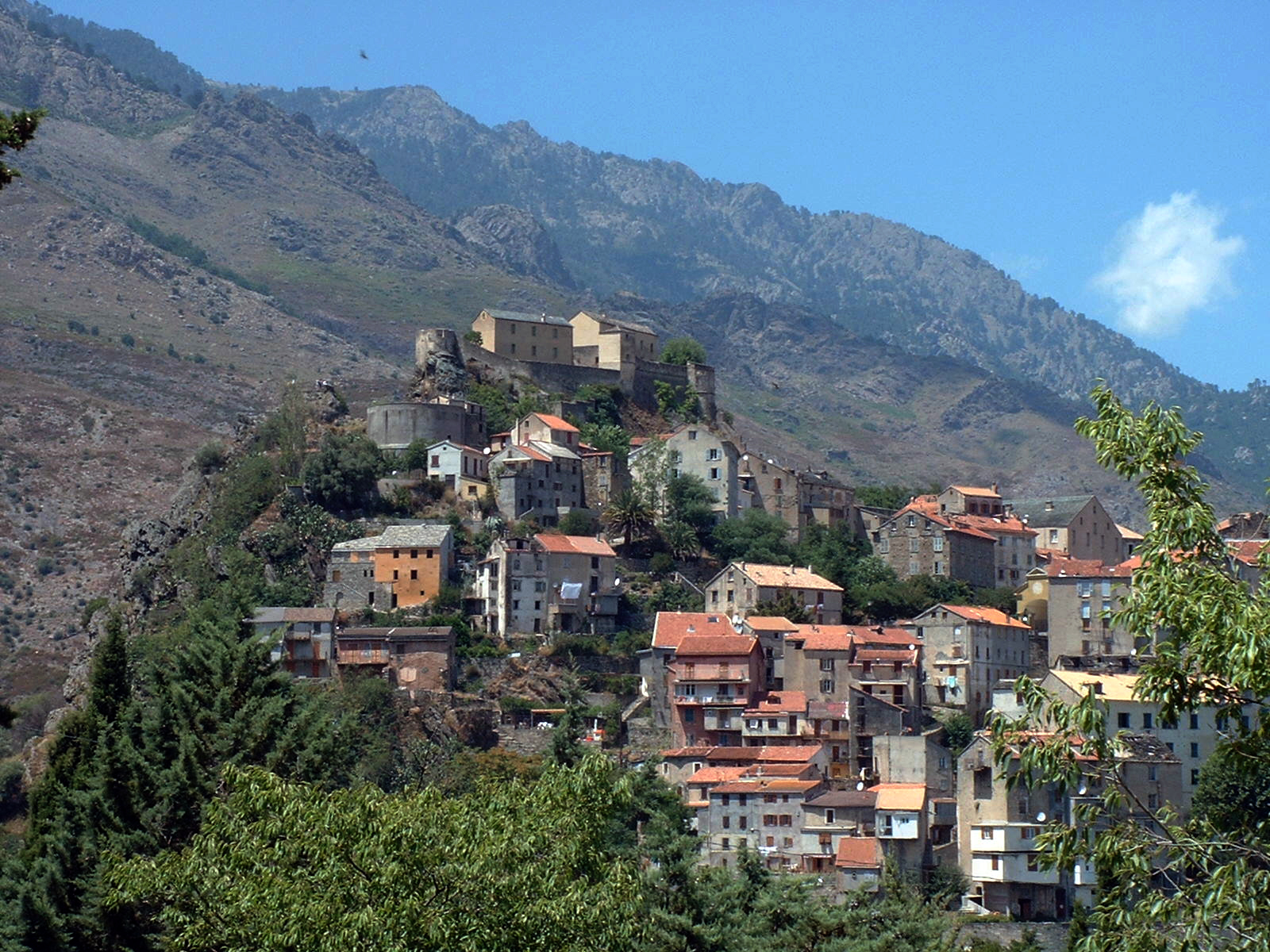
Corte
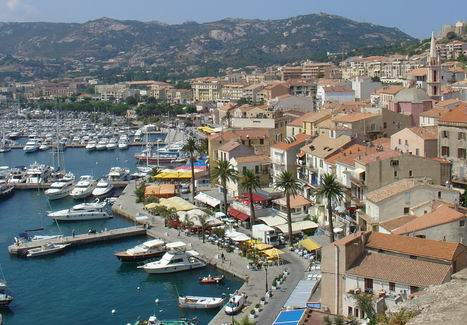
Calvi
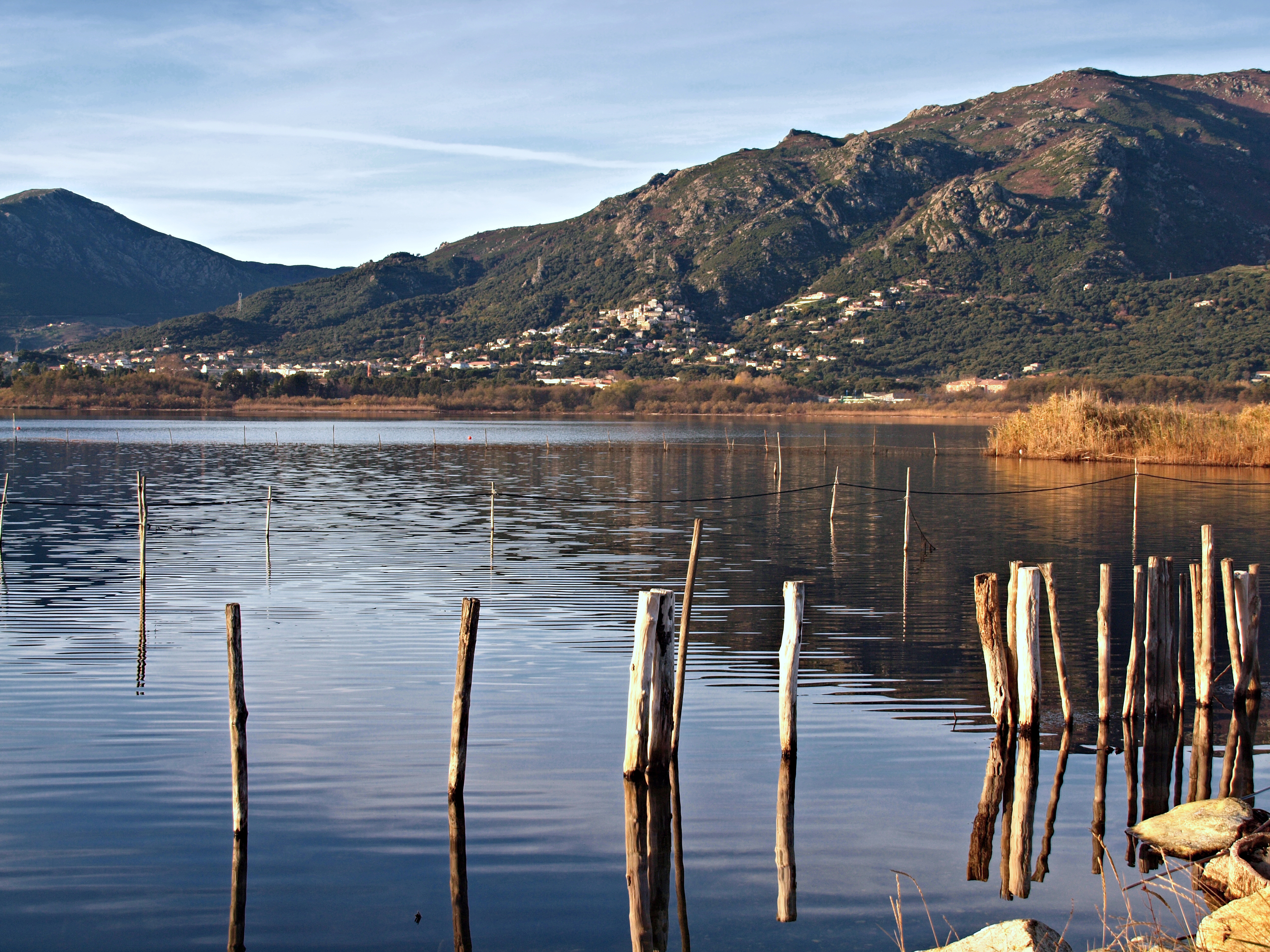
Biguglia